# Maechidius excisus
Maechidius excisus är en skalbaggsart som beskrevs av Waterhouse 1875. Maechidius excisus ingår i släktet Maechidius och familjen Melolonthidae. Inga underarter finns listade i Catalogue of Life.